# 윈도우 NT 3.1
윈도우 NT 3.1(영어: Windows NT 3.1)은 윈도우 NT를 기반으로 만들어진 마이크로소프트의 첫번째 운영 체제다. Windows NT는 Windows New Technology의 줄임말이다. 1993년 7월 27일에 출시되었으며, 처음엔 윈도우 NT 1.0이라는 버전명을 붙이려고 하였으나 윈도우 3.1와의 API유지를 위해 대신 윈도우 NT 3.1이라는 버전명을 붙였다. 윈도우 3.1과 비슷한 인터페이스를 가지고 있었으며, 두 가지 에디션을 사용할 수 있었다. 후속버전은 윈도우 NT 3.5이다.

## 호환성

### Window on Window
윈도우 NT 3.1은 윈도우 온 윈도우(Windows on Windows) 기능을 이용해서 많은 16비트 윈도우 응용 프로그램을 실행할 수 있었다.

## 기타

### Program Manager

#### 삭제되지 않은 이유
프로그램 매니저가 가정용 Windows, Windows 95와 달리 시작버튼이 삭제되어있지 않는 이유는 Windows 3.1를 서버 환경으로도 만들기 위해서이다.

#### 이후
윈도우 NT 3.51까지 삭제되지 않다가 윈도우 NT 4.0을 출시한 이후, 윈도우 95 UI, 윈도우 NT Power 버전이 되면서 시작 버튼을 출시하게 된다. 윈도우 서버 2003과 윈도우 서버 2003 R2에는 루나 테마가 적용되지 않았고, 윈도우 서버 2008과 윈도우 서버 2008 R2 역시 고전 형태이다.
윈도우 서버 2012로 올라와서야 고전형태가 사라지고, 시작버튼 역시 삭제와 메뉴가 메트로 UI로 바뀌게 되었다.

## 에디션
- 윈도우 NT 3.1 Workstation
- 윈도우 NT 3.1 Advanced Server

## 같이 보기
- 윈도우 NT 3.5